# Радісне (Білогірський район)
Ра́дісне (до 1945 року — Без-Байлан, крим. Bez Baylan, рос. Радостное) — село в Україні, у Білогірському районі Автономної Республіки Крим. Підпорядковане Земляничненській сільській раді.

## Населення
Згідно з переписом УРСР 1989 року чисельність наявного населення села становила 60 осіб, з яких 25 чоловіків та 35 жінок.
За переписом населення України 2001 року в селі мешкало 85 осіб.

### Мова
Розподіл населення за рідною мовою за даними перепису 2001 року:
| Мова              | Відсоток |
| ----------------- | -------- |
| кримськотатарська | 49,44 %  |
| російська         | 44,94 %  |
| грецька           | 2,25 %   |
| українська        | 2,25 %   |
| інші              | 1,12 %   |